# Награды Курской области
Награды Курской области — награды субъекта Российской Федерации учреждённые законодательными актами Курской области, в том числе:
- законом Курской области от 25 октября 2002 года № 45-ЗКО «О звании "Почётный гражданин Курской области"»[1];
- законом Курской области от 17 декабря 2020 года № 114-ЗКО «О наградах Курской области»[2];
- постановлением Курской областной Думы от 16 февраля 2017 года № 119—VI ОД «О наградах Курской областной Думы»[3].

Награды Курской области учреждены в целях морального стимулирования (награждения) людей и коллективов за выдающиеся заслуги, получившие широкое общественное признание, способствующие развитию и повышению авторитета Курской области, росту благосостояния её населения.
Награждение наградами Курской области является одним из важнейших стимулов поощрения за заслуги перед областью в государственном строительстве, экономике, науке, культуре, искусстве, воспитании, просвещении, охране здоровья, жизни и прав граждан, благотворительной деятельности и иные заслуги и достижения, получившие широкое общественное признание.

## Виды наград Курской области

### Высшая награда
| Изображение награды | Наименование награды                                                                                           | Дата учреждения      | Правила награждения | Источник |
| ------------------- | --- | -------------------- | --- | --- |
|                     | Почётное звание «Почётный гражданин Курской области» ––– (Нагрудный знак «Почётный гражданин Курской области») | 25 октября 2002 года | Почётное звание «Почётный гражданин Курской области» присваивается за исключительные заслуги в социально-экономическом развитии Курской области, в деле защиты прав человека, охраны жизни и здоровья людей, в укреплении мира и согласия в обществе, за деятельность, способствующую процветанию Курской области, повышению её авторитета в Российской Федерации и за пределами Российской Федерации. Почётное звание «Почётный гражданин Курской области» присваивается гражданину, который: - награжден государственными наградами Российской Федерации и (или) СССР; - награжден наградами Курской области, органов государственной власти и местного самоуправления Курской области. Звание может присваиваться в год не более чем двум гражданам. Гражданину, которому присвоено почётное звание «Почётный гражданин Курской области», вручается знак звания «Почётный гражданин Курской области» и удостоверение. Имена почётных граждан заносятся на Доску почёта Курской области, находящуюся в областном краеведческом музеи, в хронологическом порядке. На Доске почёта Курской области помещается фотография почётного гражданина, записываются фамилия, имя, отчество, должность с описание заслуг, за которые ему присвоено почётное звание. Информация о лицах, которым присвоено почётное звание, размещается с их письменного согласия на официальном сайте Администрации Курской области в информационнотелекоммуникационной сети «Интернет». Повторное присвоение почётного звания не производится. Почётные граждане приглашаются Губернатором Курской области и Курской областной Думой на мероприятия, посвященные государственным праздникам, другим важным событиям. Присвоение почётного звания приурочивается, как правило, ко Дню Конституции Российской Федерации. | Закон Курской области от 25 октября 2002 года № 45-ЗКО «О звании "Почётный гражданин Курской области"» --- Закон Курской области от 17 декабря 2020 года № 114-ЗКО «О наградах Курской области» --- |

### Ордена
| Изображение награды | Наименование награды                           | Дата учреждения      | Правила награждения | Источник                                                                                 |
| ------------------- | ---------------------------------------------- | -------------------- | --- | ---------------------------------------------------------------------------------------- |
|                     | Орден Почёта Курской области                   | 16 октября 2020 года | Орденом Почёта Курской области награждаются видные государственные и общественные деятели, выдающиеся представители науки, образования, здравоохранения, культуры, искусства, различных отраслей экономики за исключительные заслуги, способствующие процветанию Курской области и иной общественно полезной деятельности. Орденом Почёта Курской области могут быть награждены видные зарубежные политические и общественные деятели за заслуги в развитии многостороннего сотрудничества с Курской области и оказании содействия в её социально-экономическом развитии. | Закон Курской области от 17 декабря 2020 года № 114-ЗКО «О наградах Курской области» --- |
|                     | Орден Святого преподобного Серафима Саровского | 16 октября 2020 года | Орденом Святого преподобного Серафима Саровского награждаются видные государственные и общественные деятели, выдающиеся представители науки, образования, здравоохранения, культуры, искусства, различных отраслей экономики за исключительные заслуги, направленные на процветание Курской области и иной общественно полезной деятельности в сфере духовности и нравственности, благотворительности, воспитания и примера чувств патриотизма и милосердия, сохранения исторических традиций Курского края. Орденом Святого преподобного Серафима Саровского могут быть награждены видные зарубежные политические и общественные деятели за заслуги в развитии многостороннего сотрудничества с Курской области и оказании содействия в её социально-экономическом развитии. | Закон Курской области от 17 декабря 2020 года № 114-ЗКО «О наградах Курской области» --- |

### Медали
| Изображение награды | Наименование награды                                   | Дата учреждения      | Правила награждения | Источник                                                                                 |
| ------------------- | ------------------------------------------------------ | -------------------- | --- | ---------------------------------------------------------------------------------------- |
|                     | Медаль «За заслуги перед Курской областью» I степени   | 16 октября 2020 года | Медалью «За заслуги перед Курской областью» награждаются лица за заслуги в социально-экономическом развитии Курской области, культурной, общественной деятельности, направленной на улучшение условий жизни населения Курской области, в укреплении законности и правопорядка на территории Курской области, а также за исключительные спортивные достижения. Медаль имеет три степени. Высшей степенью медали является I степень. Награждение медалью производится последовательно. Лица, представляемые к награждению медалью I степени, должны быть награждены медалью II степени. Лица, представляемые к награждению медалью II степени, должны быть награждены медалью III степени. Лица, представляемые к награждению медалью III степени, должны быть награждены государственными наградами Российской Федерации, или наградами органов государственной власти и местного самоуправления Курской области. | Закон Курской области от 17 декабря 2020 года № 114-ЗКО «О наградах Курской области» --- |
|                     | Медаль «За заслуги перед Курской областью» II степени  | 16 октября 2020 года | См. «Правила награждения медалью «За заслуги перед Курской областью» I степени». | Закон Курской области от 17 декабря 2020 года № 114-ЗКО «О наградах Курской области» --- |
|                     | Медаль «За заслуги перед Курской областью» III степени | 16 октября 2020 года | См. «Правила награждения медалью «За заслуги перед Курской областью» I степени». | Закон Курской области от 17 декабря 2020 года № 114-ЗКО «О наградах Курской области» --- |
|                     | Медаль имени Н. С. Короткова                           | 16 октября 2020 года | Медалью имени Н. С. Короткова награждаются практикующие врачи, средний и младший медицинский персонал, иные работники клинических, лечебно-профилактических, санитарнопрофилактических, санаторно-курортных, инженерно-технических, научно-исследовательских, фармацевтических, учебных и других медицинских организаций за заслуги в области охраны здоровья жителей Курской области, за большой вклад в организацию оказания медицинской помощи и укрепление общественного здоровья, обеспечение населения качественными лекарственными препаратами, подготовку кадров для медицинских организаций, за научную и иную деятельность, направленную на развитие системы здравоохранения, высокий профессионализм при лечении пациентов в сложных условиях, спасение их жизни и сохранение здоровья, за осуществление благотворительной и иной общественно полезной деятельности по поддержке хосписов, госпиталей, больниц и иных медицинских организаций, развитие добровольческой деятельности (волонтерства), сохранении и приумножении традиций милосердия, за безвозмездную и бескорыстную помощь людям, реализацию социально значимых проектов и программ, популяризацию здорового образа жизни. | Закон Курской области от 17 декабря 2020 года № 114-ЗКО «О наградах Курской области» --- |

### Почётные знаки
| Изображение награды | Наименование награды                                 | Дата учреждения      | Правила награждения | Источник |
| ------------------- | ---------------------------------------------------- | -------------------- | --- | --- |
|                     | Почётный знак «Материнская слава»                    | 16 октября 2020 года | Почётным знаком «Материнская слава» награждаются многодетные матери, являющиеся гражданами Российской Федерации, проживающие в Курской области не менее 15 лет, осуществляющие в соответствии с нормами Семейного кодекса Российской Федерации права родителей в отношении пяти и более детей при достижении первым ребёнком возраста 18 лет и последним ребёнком – 3-х лет и при наличии живых остальных детей. Учитываются также дети: - усыновлённые и удочерённые в установленном законом порядке; - погибшие и пропавшие без вести при защите Отечества или при исполнении иных обязанностей военной службы, либо при выполнении долга гражданина по спасению человеческой жизни, по охране законности и правопорядка, а также умершие вследствие ранения, контузии, увечья или профессионального заболевания, полученных при указанных обстоятельствах либо вследствие трудового увечья или профессионального заболевания, либо вследствие несчастных случаев, катастроф, стихийных бедствий. Награждение матерей почётным знаком «Материнская слава» производится, не ранее, чем через три года с момента награждения нагрудным знаком «За заслуги в воспитании детей». | Закон Курской области от 17 декабря 2020 года № 114-ЗКО «О наградах Курской области» |
|                     | Почётный знак «Отцовская доблесть»                   | 16 октября 2020 года | Почётным знаком «Отцовская доблесть» награждаются многодетные отцы, являющиеся гражданами Российской Федерации, проживающие в Курской области не менее 15 лет, осуществляющие в соответствии с нормами Семейного кодекса Российской Федерации права родителей в отношении пяти и более детей при достижении первым ребёнком возраста 18 лет и последним ребёнком – 3-х лет и при наличии живых остальных детей. Учитываются также дети: - усыновлённые и удочерённые в установленном законом порядке; - погибшие и пропавшие без вести при защите Отечества или при исполнении иных обязанностей военной службы, либо при выполнении долга гражданина по спасению человеческой жизни, по охране законности и правопорядка, а также умершие вследствие ранения, контузии, увечья или профессионального заболевания, полученных при указанных обстоятельствах либо вследствие трудового увечья или профессионального заболевания, либо вследствие несчастных случаев, катастроф, стихийных бедствий. Награждение отцов почётным знаком «Отцовская доблесть» производится, не ранее, чем через три года с момента награждения нагрудным знаком «За заслуги в воспитании детей».   | Закон Курской области от 17 декабря 2020 года № 114-ЗКО «О наградах Курской области» |
|                     | Нагрудный знак «За заслуги в воспитании детей»       | 30 октября 2008 года | Нагрудным знаком «За заслуги в воспитании детей» награждаются родители (усыновители, опекуны, попечители, приемные родители, патронатные воспитатели), воспитывающие или воспитывавшие трех и более детей - граждан Российской Федерации в соответствии с требованиями семейного законодательства, проживающие на территории Курской области не менее пяти лет. Награждение нагрудным знаком производится при условии, что представленные к награде родители (усыновители, опекуны, попечители, приемные родители, патронатные воспитатели) образуют социально ответственную семью, ведут здоровый образ жизни, обеспечивают надлежащий уровень заботы о здоровье, образовании, физическом, духовном и нравственном развитии детей, полное и гармоничное развитие их личности, подают пример в укреплении института семьи и воспитании детей. Награждение нагрудным знаком усыновителей, опекунов, попечителей, приемных родителей, патронатных воспитателей производится при условии достойного воспитания и содержания детей в течение не менее пяти лет. | Постановление Губернатора Курской области от 30 октября 2008 года № 479 «О нагрудном знаке "За заслуги в воспитании детей"» --- Закон Курской области от 17 декабря 2020 года № 114-ЗКО «О наградах Курской области» --- |
|                     | Нагрудный знак «За верность долгу и мужество»        | 16 октября 2020 года | Нагрудным знаком «За верность долгу и мужество» награждаются лица: - за смелые и решительные действия, совершенные на территории Курской области при выполнении воинского, гражданского, служебного долга; - за высокие показатели, в служебной деятельности, проявленные при охране общественного порядка и в борьбе с правонарушениями и другие заслуги в период прохождения службы; - за спасение людей во время стихийных бедствий, пожаров, катастроф и других чрезвычайных ситуаций; - за патриотическое воспитание подрастающего поколения; - за активную благотворительную и общественную деятельность. Награждение нагрудным знаком «За верность долгу и мужество» может быть произведено посмертно. | Закон Курской области от 17 декабря 2020 года № 114-ЗКО «О наградах Курской области» --- |
|                     | Почётный знак «За вклад в развитие законодательства» | 16 февраля 2017 года | Почётным знаком Курской областной Думы «За вклад в развитие законодательства» могут быть награждены граждане Российской Федерации, внесшие значительный вклад в развитие законодательства, гражданского общества, местного самоуправления, государственного строительства, международных парламентских связей и укрепление законности, а также защиту прав и свобод граждан, в целях признания их личных заслуг в деятельном служении интересам гражданского общества. К награждению Почётным знаком представляются лица, награжденные Почётной грамотой Курской областной Думы. Решение о награждении Почётным знаком принимается Курской областной Думой и оформляется постановлением Курской областной Думы на основании представления к награждению Почётным знаком. В течение календарного года Почётным знаком могут быть награждены не более пятнадцати человек. Представление к награждению Почётным знаком по случаю юбилейных дат не допускается. Повторное награждение Почётным знаком не производится. | Постановление Курской областной Думы от 16 февраля 2017 года № 119—VI ОД «О наградах Курской областной Думы» --- |

### Почётные звания
| Изображение награды                         | Наименование награды                                                                   | Дата учреждения     | Правила награждения | Источник |
| Образец нагрудного знака к Почётным званиям | Почётные звания Курской области по профессиям ––– (Нагрудные знаки к Почётным званиям) | 30 апреля 1998 года | Почётные звания Курской области учреждены для поощрения граждан за заслуги и большой личный вклад в социально-экономическое и культурное развитие Курской области, высокое профессиональное мастерство и добросовестный труд, способствующие развитию региона. Почётные звания присваиваются лицам, внёсшим значительный вклад в сфере своей профессиональной деятельности. В настоящее время учреждены следующие звания: - Почетный работник дорожного хозяйства Курской области; - Почётный работник жилищно-коммунального хозяйства Курской области; - Почётный работник здравоохранения Курской области; - Почётный работник культуры и искусства Курской области; - Почётный работник лесного хозяйства Курской области; - Почётный работник науки и образования Курской области; - Почётный работник органов государственной власти и местного самоуправления Курской области; - Почётный работник промышленности Курской области; - Почётный работник связи и информационных технологий Курской области; - Почётный работник сельского хозяйства Курской области; - Почётный работник служб спасения Курской области; - Почётный работник средств массовой информации Курской области; - Почётный работник сферы обслуживания Курской области; - Почётный работник сферы правопорядка Курской области; - Почётный работник сферы социальной защиты населения Курской области; - Почётный работник транспорта Курской области; - Почётный работник физической культуры и спорта Курской области; - Почётный строитель Курской области; - Почётный экономист Курской области. Лицам, удостоенным почётных званий, вручается соответствующий нагрудный знак, удостоверение к нему, выплачивается разовое денежное вознаграждение. | Закон Курской области от 30 апреля 1998 года № 11-ЗКО «О почётных званиях Курской области» --- Закон Курской области от 17 декабря 2020 года № 114-ЗКО «О наградах Курской области» --- |

### Памятные знаки
| Изображение награды | Наименование награды                 | Дата учреждения     | Правила награждения | Источник |
| ------------------- | ------------------------------------ | ------------------- | --- | --- |
|                     | Памятный знак «За Труды и Отечество» | 9 января 2003 года  | Памятный знак «За Труды и Отечество» вручается: - кавалерам ордена Александра Невского по ходатайству секции кавалеров ордена Александра Невского на основании представления Курского областного совета ветеранов войны, труда, Вооруженных Сил и правоохранительных органов. К представлению прилагаются документы, подтверждающие награждение этим орденом, точное место жительства представляемого; - гражданам, внесшим большой личный вклад в социально-экономическое развитие Курской области, возрождение и сохранение культурных традиций, патриотическое воспитание молодежи; за высокое профессиональное мастерство; активную благотворительную и общественную деятельность. Ходатайство о вручении памятного знака возбуждается в трудовых коллективах по месту работы или общественных организациях. Вручение памятного знака производится на основании распоряжения Губернатора Курской области. Одновременно с памятным знаком выдается свидетельство установленного образца. | Постановление Губернатора Курской области от 9 января 2003 года № 13 «Об утверждении Положения о памятном знаке "За Труды и Отечество"» --- |
|                     | Памятный знак «75 лет Курской битве» | 8 августа 2018 года | Памятный знак «75 лет Курской битве» вручался в период проведения мероприятий, посвященных 75-летию разгрома советскими войсками немецко-фашистских войск в Курской битве: - участникам Курской битвы, постоянно проживающим на территории Курской, Белгородской и Орловской областей, на основании списков, представленных в Администрацию Курской области руководителями указанных субъектов Российской Федерации; - членам приглашённых официальных делегаций, принимающим участие в юбилейных праздничных мероприятиях на территории Курской области, на основании списка, представленного комитетом внутренней политики Администрации Курской области; - активным участникам подготовки и проведения торжественных и памятных мероприятий в рамках празднования 75-летия Курской битвы на основании решения областного организационного комитета по подготовке и проведению в Курской области празднования 75-й годовщины Победы в Курской битве, представленного в комитет государственной, муниципальной службы и кадров Администрации Курской области; - участникам Курской битвы, проживающим в Российской Федерации, на основании заявок ветеранских организаций, заявлений граждан с приложением копии документа, удостоверяющего личность гражданина, представленных в Администрацию Курской области. | Постановление администрации Курской области от 8 августа 2018 года № 640-па «О вручении памятного знака "75 лет Курской битве"» ---         |

## Награды города Курска
| Изображение награды | Наименование награды                                                                              | Дата учреждения      | Правила награждения | Источник |
| ------------------- | ------------------------------------------------------------------------------------------------- | -------------------- | --- | --- |
|                     | Звание «Почётный гражданин города Курска» ––– (Нагрудный знак «Почётный гражданин города Курска») | 23 марта 1999 года   | Звания «Почётный гражданин города Курска» может быть удостоен гражданин, постоянно проживающий или проживавший на территории города Курска, достигший 21 года и, как правило, имеющий государственную награду (звание «Герой Российской Федерации», орден, медаль) либо почётное звание («народный», «заслуженный») в области науки, культуры, искусства, образования, здравоохранения, строительства и в других сферах деятельности. Звание «Почётный гражданин города Курска» может быть присвоено посмертно. Присвоение звания «Почётный гражданин города Курска» производится решением Курского городского Собрания по представлению одной кандидатуры Главой города Курска и одной кандидатуры председателем Курского городского Собрания, как правило, один раз в год в канун Дня города Курска. Звание «Почётный гражданин города Курска» в течение календарного года может быть присвоено не более чем двум лицам. Порядок рассмотрения и представления в Курское городское Собрание материалов для присвоения звания «Почётный гражданин города Курска» устанавливается Главой города Курска. Гражданам, имеющим звание «Почётный гражданин города Курска», предоставляются пожизненно ряд льгот и социальных гарантий. | Решение Курского городского Собрания Курской области от 23 марта 1999 года № 84-1-РС «О Положении о присвоении звания "Почетный гражданин города Курска"»        |
|                     | Почётный знак «За особые заслуги перед городом Курском»                                           | 6 ноября 2002 года   | Почётный знак города Курска «За особые заслуги перед городом Курском» является формой поощрения граждан за заслуги в социальном и экономическом развитии города Курска, в деле сохранения историко-культурного и природного наследия города, за высокие успехи в экономике, науке, культуре, искусстве, транспорте, строительстве, воспитании, просвещении, охране здоровья и общественного порядка, активную общественную деятельность и иные заслуги перед городом. Почётным знаком в течение календарного года могут быть награждены не более 6 граждан: не более 3 граждан - по решению Курского городского Собрания и не более 3 граждан - по решению Главы города Курска. Почётного знака могут быть удостоены граждане Российской Федерации, а также иностранные граждане, своей профессиональной и общественной деятельностью внесшие существенный вклад в развитие города Курска, его экономического потенциала, природного и культурного наследия, за высокие достижения в различных областях трудовой, общественной и благотворительной деятельности, позволивших улучшить условия жизни людей. | Решение Курского городского Собрания Курской области от 6 ноября 2002 года № 223-2-РС «О почётном знаке города Курска "За особые заслуги перед городом Курском"» |
|                     | Медаль города Курска «Во славу отцовства»                                                         | 17 декабря 2013 года | Медаль города Курска «Во славу отцовства» является наградой города Курска за достойное отцовство граждан, вырастивших и достойно воспитывающих или воспитавших детей, образовавших социально ответственную семью, ведущих здоровый образ жизни, обеспечивающих надлежащий уровень заботы о здоровье, образовании, физическом, духовном и нравственном развитии детей, полное и гармоничное развитие их личности, подающих пример в укреплении института семьи и воспитании детей. Награждение Медалью производится при условии достойного воспитания детей в духе гуманизма, патриотизма, высокой нравственности. Семья должна являться достойным примером в воспитании подрастающего поколения. Медалью награждаются отцы, постоянно зарегистрированные по месту жительства на территории города Курска, воспитавшие и (или) воспитывающие трех и более детей, в том числе усыновленных (удочеренных) и взятых под опеку. Награждение Медалью производится по достижении последним ребенком возраста одного года и при условии, что остальные дети живы. Исключение составляют случаи, когда дети погибли или пропали без вести при защите Отечества или при исполнении иных обязанностей военной службы, при исполнении воинского долга, служебного или гражданского долга по охране законности и правопорядка, умершие вследствие ранения, контузии, увечья или заболевания, полученных при вышеуказанных обстоятельствах, вследствие катастроф, стихийных бедствий. | Решение Курского городского Собрания Курской области от 17 декабря 2013 года № 53-5-РС «О медали города Курска "Во славу отцовства"» ---                         |